# Сакамото Каорі
Каóрі Сакамóто (яп. 坂本花織; нар. 9 квітня 2000, Кобе, Японія) — японська фігуристка, що виступає в жіночому одиночному катанні. Бронзова призерка Олімпійських ігор в особистих змаганнях (2022) та срібна призерка Олімпійських ігор в командних змаганнях (2022). Триразова чемпіонка світу (2022, 2023, 2024), срібна призерка (2025) Чемпіонату світу. Чемпіонка (2023) та бронзова призерка (2024) Фіналу Гран-прі. Чемпіонка чотирьох континентів (2018). Чотириразова чемпіонка Японії (2018, 2021, 2022, 2023).

## Біографія
Каорі Сакамото народилася 9 квітня 2000 року в Кобе, Японія. Рішення Сакамото стати фігуристкою було прийнято в сім'ї ще в ранньому віці. Вона закінчила Університет Кобе Ґакуїн у вересні 2023 року. Її хобі — плавання та складання пазлів.
У серпні 2023 року Сакамото була нагороджена спеціальною спортивною нагородою міста Кобе за те, що стала дворазовою чемпіонкою світу з фігурного катання. Вона висловила зацікавленість стати тренером з фігурного катання після закінчення змагальної кар'єри фігурного катання.

## Спортивна кар'єра

### Початок
Сакамото почала вчитися кататися на ковзанах 18 листопада 2003 року в Кобе і з того часу займається зі своїми тренерами Соноко Накано, Міцуко Ґрем та Сей Каваґарою.
Вона виграла золоту медаль на Чемпіонаті Японії серед новачків 2013 року і того ж року посіла 9-те місце на Чемпіонаті Японії серед юніорів. Її запросили взяти участь у гала-концерті на командному турнірі Чемпіонату світу 2013 року.

### Серед юніорів

#### Сезон 2013—2014: Юніорський дебют
У сезоні 2013—2014 Сакамото дебютувала у серії Гран-прі ISU серед юніорів, посівши шосте місце в Остраві, Чехія. Вона фінішувала восьмою на Чемпіонаті Японії серед юніорів.

#### Сезон 2014—2015
Сакамото розпочала свій сезон, фінішувавши сьомою на юніорському Гран-прі в Айті, Японія. Вона виграла срібну медаль Чемпіонату Японії серед юніорів, а потім посіла шосте місце серед дорослих на Чемпіонаті Японії 2015 року. Ці результати дали їй право змагатися на Чемпіонаті світу серед юніорів 2015 року, де вона посіла четверте місце в короткій програмі та шосте у довільній, ставши шостою в загальному заліку.

#### Сезон 2015—2016
Сакамото розпочала свій сезон, вигравши срібну медаль на юніорському Гран-прі у Ризі, Латвія, та фінішувавши четвертою на етапі Гран-прі у Торуні, Польща. Через стресовий перелом правої великогомілкової кістки вона не виходила на лід у жовтні та відновила катання без стрибків у листопаді. На Чемпіонаті Японії вона посіла п'яте місце серед юніорів та тринадцяте серед дорослих. Сакамото була обрана для участі у Зимових юнацьких Олімпійських іграх 2016 року. Вона посіла п'яте місце у короткій програмі та шосте у довільній, фінішувавши шостою у загальному заліку.

#### Сезон 2016—2017: Бронза Чемпіонату світу серед юніорів
Сакамото отримала медалі на обох своїх юніорських етапах Гран-прі 2016—17 років – срібло у Франції та золото в Японії, а потім виграла титул чемпіонки Японії серед юніорів. У грудні вона здобула бронзову медаль на Фіналі Гран-прі серед юніорів у Марселі, Франція, та посіла сьоме місце, змагаючись на дорослому рівні на Чемпіонаті Японії. Їй було доручено замінити травмовану Сатоко Міяхару на Азійських зимових іграх 2017 року, але вона знялася через грип. Вона згодом виборола бронзу на Чемпіонаті світу серед юніорів 2017 року. Фігуристку запросили взяти участь у гала-концерті Командного Чемпіонату світу 2017 року як бронзову призерку Чемпіонату світу серед юніорів.

### Серед дорослих

#### Сезон 2017—2018: Золото Чемпіонату чотирьох континентів та Олімпійські ігри в Пхьончхані
Сакамото розпочала свій перший повноцінний сезон серед дорослих на Asian Trophy 2017, посівши перше місце в обох сегментах та вигравши золото. На U.S. Classic посіла п'яте місце в короткій програмі та 4-те у довільній, посівши четверте місце в загальному заліку, поступившись своїй співвітчизниці та золотій медалістці Марін Хонда. Дебютувавши на Гран-прі серед дорослих, вона фінішувала 5-ю на Rostelecom Cup 2017 року, посівши четверте місце в короткій програмі та п'яте у довільній. На Skate America 2017 року вона встановила нові особисті найкращі результати в обох сегментах змагань; посіла друге місце як у короткій програмі, так і у довільній та виграла срібну медаль у загальному заліку, поступившись своїй товаришці по команді Сатоко Міяхарі.
Сакамото виграла коротку програму на Чемпіонаті Японії 2018 року, у довільній програмі вона посіла четверте місце та виборола срібну медаль, свою першу національну медаль серед дорослих. Після змагань Федерація фігурного катання Японії включила Сакамото до складу збірної Японії на Зимові Олімпійські ігри 2018 року разом із Сатоко Міяхарою. Каорі була включена до складу збірної Японії на Чемпіонат чотирьох континентів 2018 року разом із Міяхарою та Маї Міхарою. Її також обрали першою запасною на Чемпіонат світу 2018 року після Міяхари та Вакаби Хігуті.
На Чемпіонаті чотирьох континентів 2018 року Сакамото посіла друге місце в короткій програмі з новим особистим рекордом, поступившись своїй товаришці по команді Сатоко Міяхарі. Сакамото виграла довільну програму зі ще одним особистим рекордом та виграла золото у загальному заліку.
Сакамото змагалася у жіночій довільній програмі командних змагань на Зимових Олімпійських іграх 2018 року. Вона посіла п'яте місце в індивідуальному заліку та п'яте у загальному заліку у складі збірної Японії. У жіночому одиночному розряді Сакамото показала новий особистий рекорд у короткій програмі та була п'ятою перед довільною програмою. У довільній програмі вона допустила незначні помилки, але все ж змогла встановити шостий за величиною результат у довільній програмі та посіла шосте місце в загальному заліку.
Після Олімпіади Сакамото брала участь у Coupe du Printemps. У короткій програмі вона посіла перше місце. У довільній програмі вона впала на другому стрибку запланованої комбінації подвійний аксель—потрійний тулуп-подвійний тулуп та подвоїла запланований потрійний тулуп, посівши друге місце в сегменті. Вона завершила змагання другою в загальному заліку, поступившись своїй співвітчизниці Маї Міхарі.

#### Сезон 2018—2019: Золото Чемпіонату Японії
Сакамото розпочала сезон на Lombardia Trophy 2018 року, де коротка програма залишила її на дев'ятому місці в сегменті. Вона посіла друге місце у довільній програмі, відскочивши на четверте місце в загальному заліку. Згодом Сакамото зазначила, що, на її думку, у неї не було достатньо часу для тренувань перед змаганнями. Змагаючись на Skate America 2018 року, вона повторила свій успіх як срібна призерка, знову фінішувавши позаду своєї співвітчизниці Маї Міхари. На своєму другому змаганні, Grand Prix of Helsinki 2018 року, фігуристка стала сьомою в короткій програмі. Вона посіла друге місце у довільній програмі, фінішувавши третьою в загальному заліку.
На Фіналі Гран-прі 2018 року Сакамото посіла четверте місце в обох сегментах, не діставшись подіуму після падіння на останній частині своєї комбінації з трьох стрибків. Вона висловила задоволення своїм результатом, навіть попри помилки.
Змагаючись на Чемпіонаті Японії 2018 року, Сакамото посіла друге місце в короткій програмі, трохи більше ніж на бал відставши від Маї Міхари, чотириразової чинної чемпіонки. У довільній програмі вона знову посіла друге місце, поступившись Ріці Кіхірі, але випередила її за загальною сумою балів і виграла золоту медаль. Таким чином, вона стала першою фігуристкою, яка випередила Кіхіру у змаганнях серед дорослих. Її було включено до складу японських команд на Чемпіонат чотирьох континентів 2019 року та Чемпіонат світу 2019 року.
На Чемпіонаті чотирьох континентів Сакамото посіла друге місце в короткій програмі з новим особистим рекордом, відставши від Брейді Теннелл на 0,55 бала. У довільній програмі вона не впоралася зі своєю комбінацією з трьох стрибків, виконаючи перший подвійний аксель, і, незважаючи на додавання подвійного тулупа до свого останнього стрибка, в результаті втратила кілька балів і посіла четверте місце у довільній програмі. Їй не вистачило 0,33 бала до п'єдесталу. У кінці вона висловила розчарування, сказавши: «Я дуже нервувала і пропустила деякі елементи. Це було таке розчарування, але я винесла урок з цієї невдачі. Я хочу бути сильнішою. На Чемпіонаті світу я хочу показати виступ, як у короткій, так і у довільній програмі, який буде чітким і чистим».
На Чемпіонаті світу в Сайтамі Сакамото посіла друге місце в короткій програмі, вигравши малу срібну медаль. У довільній програмі помилка під час потрійного фліпу опустила її на п'яте місце в загальному заліку. Сакамото прокоментувала: «Я досі не можу зрозуміти, чому я завжди не можу виконати ідеальну програму, без жодних помилок». Фігуристка завершила сезон на Командному чемпіонаті світу 2019 року, де вона виграла срібну медаль у складі збірної Японії.

#### Сезон 2019—2020
Сакамото розпочала сезон на Меморіалі Ондрея Непели 2019 року, де вона виборола срібну медаль, свою першу медаль серії Челленджер.
Починаючи з Гран-прі на Skate America 2019 року, Сакамото посіла друге місце в короткій програмі та четверте у довільній, і фінішувала четвертою в загальному заліку. Її другим Гран-прі став Internationaux de France 2019 року, де вона посіла шосте місце в короткій програмі, припустившись кількох помилок. Сакамото посіла четверте місце у довільній програмі, незважаючи на кілька помилок, піднявшись на четверте місце в загальному заліку.
На Чемпіонаті Японії 2020 року Сакамото посіла третє місце в короткій програмі, сьоме в довільній та опустилася на шосте місце в загальному заліку. Коментуючи свої невтішні результати, вона пояснила значну частину своїх труднощів цього сезону відсутністю своєї подруги та давньої партнерки по тренуваннях Маї Міхари, яка була відсторонена від тренувань через хворобу: «Цього року я не могла боротися сама. Я вже достатньо доросла, щоб мати змогу покладатися на себе».
Незважаючи на шосте місце на національному чемпіонаті, Сакамото отримала призначення на Чемпіонат чотирьох континентів 2020 року, де вона посіла четверте місце в короткій програмі. У довільній програмі Сакамото вперше спробувала виконати четверний тулуп, але впала, і стрибок був анульований. Зробивши ще кілька помилок, вона опустилася на п'яте місце в загальному заліку. Виступаючи після цього, вона сказала: «Я не могла повністю довіряти собі. Я рада, що можу використати цей досвід і результати як навчальний досвід для наступного сезону та майбутніх змагань».

#### Сезон 2020—2021: золото етапу Гран-прі
Через пандемію COVID-19 Сакамото виграла як регіональний чемпіонат Кінкі, так і західні секційні змагання, що дозволило їй отримати місце на національному чемпіонаті. Вона розпочала міжнародний сезон на NHK Trophy 2020 року, в якому, щоб мінімізувати міжнародні поїздки, брали участь майже виключно японські фігуристи. Вона виграла коротку програму, вперше за п'ять років представивши потрійний лутц у цьому сегменті. Катаючись чисто, вона виграла у довільній програмі, взявши золоту медаль у загальному заліку.
На Чемпіонаті Японії 2021 року Сакамото допустила помилку в короткій програмі, виконавши лише подвійний тулуп замість запланованого потрійного в рамках своєї комбінації стрибків, але в результаті посіла друге місце, відставши від Ріки Кіхіри на 7,48 бала. Чисто катаючись у довільній програмі, вона залишилася другою після Кіхіри, яка успішно виконала четверний сальхов.
Сакамото була призначена до складу збірної Японії на Чемпіонат світу 2021 року в Стокгольмі. Вона посіла шосте місце в короткій програмі та п'яте у довільній, фінішувавши шостою у загальному заліку. Її результат у поєднанні з сьомим місцем Кіхіри кваліфікувало три японські місця серед жінок на Зимових Олімпійських іграх 2022 року в Пекіні. Згодом її було оголошено частиною збірної Японії на Командний Чемпіонат світу 2021 року. Вона посіла третє місце в короткій програмі та друге у довільній на Командному чемпіонаті, тоді як збірна Японії виборола бронзову медаль.

#### Сезон 2021—2022: бронза Олімпійських ігор та золото Чемпіонату світу
Сакамото розпочала сезон на тестових змаганнях Олімпійських ігор, Відкритому чемпіонаті Азії 2021 року, де вона здобула срібну медаль. Виступаючи на Skate America, вона посіла четверте місце в короткій програмі, подвоївши свій запланований потрійний фліп. Вона посіла третє місце у довільній програмі без жодних помилок, але залишилася на четвертому місці в загальному заліку, відстаючи на 1,04 бала від бронзової медалістки Ю Янг. Другим етапом Гран-прі для Сакамото був домашній турнір NHK Trophy 2021. Вона виграла обидва сегменти змагань і здобула своє друге поспіль золото NHK Trophy. Результати Сакамото кваліфікували її до Фіналу Гран-прі, але згодом його було скасовано через обмеження, викликані варіантом COVID-19 Омікрон.
Через відсутність Ріки Кіхіри через травму, Сакамото вийшла на чемпіонат Японії 2022 року як фаворитка у боротьбі за національний титул. Вона чисто виступила, вигравши обидва сегменти змагань та свою другу золоту медаль, випередивши срібну призерку Вакабу Хігуті на 12,28 бала. Завдяки перемозі вона була включена до своєї другої олімпійської збірної Японії.
Сакамото розпочала Зимові Олімпійські ігри 2022 року як представниця Японії у жіночому сегменті довільної програми командних змагань. Виступивши чисто, вона посіла друге місце в сегменті, хоча й на 30 очок відставала від Каміли Валієвої, яка посіла перше місце, та здобула дев'ять очок для команди Японії. Японія здобула бронзову медаль, вперше піднявшись на п'єдестал у командних змаганнях, що принесло Сакамото її першу олімпійську медаль. У жіночих одиночних змаганнях Сакамото чисто відкатала коротку програму та встановила новий особистий рекорд — 79,84 бала, посівши третє місце в сегменті після Валієвої та Анни Щербакової. Вона сказала, що «цілком задоволена» результатом, і порівняла свій попередній олімпійський досвід у 17 років з «багатьма злетами та падіннями за ці чотири роки» з того часу. У довільній програмі Сакамото встановила новий особистий рекорд — 153,29 бала. Однак, лідерка турніру Валієва зазнала невдачі у довільній програмі та опустилася на четверте місце в загальному заліку, в результаті чого Сакамото здобула бронзову медаль. Вона стала четвертою японською фігуристкою в одиночному катанні, яка виграла медаль на Олімпійських іграх, і першою за дванадцять років з часів Мао Асади у 2010 році. Виступаючи після цього, вона подякувала своїм тренерам за допомогу у «дуже складні та важкі роки».
На Чемпіонаті світу 2022 року Сакамото була головною фавориткою та претенденткою на золоту медаль. Виступивши чисто, вона виграла коротку програму з новим особистим рекордом 80,32 бала, випередивши на 5,32 бала Луну Гендрікс з Бельгії, яка посіла друге місце. Вона також виграла довільну програму, встановивши нові особисті рекорди в цьому сегменті (155,77 бала) та за загальним результатом (236,09 бала), вигравши золото Чемпіонату світу. Вона була першою японською фігуристкою в одиночному катанні, яка виграла Чемпіонат світу з 2014 року. Сакамото згодом зазначила: «Чотири роки тому я не змагалася на Чемпіонаті світу після Олімпійських ігор, бо почувалася виснаженою. Було нелегко підготуватися до цього [Чемпіонату світу] лише за місяць після Ігор, але я рада, що зробила це. Воно того вартувало».

#### Сезон 2022—2023: друге золото Чемпіонату світу
Сакамото розпочала сезон на Lombardia Trophy 2022 року. Вона фінішувала першою в короткій програмі, але другою у довільній через численні помилки, опустившись на друге місце в загальному заліку після своєї товаришки по команді Рінки Ватанабе. На Відкритому чемпіонаті Японії 2022 року вона фінішувала першою у довільній програмі, допомігши команді Японії здобути золоту медаль. Вона відкрила серію Гран-прі на своїх п'ятих змаганнях Skate America. З невеликим відривом у короткій програмі, вона рішуче виграла довільну програму, обігравши американку Ізабо Левіто та вигравши золоту медаль. Сакамото увійшла до NHK Trophy 2022 як дворазова та чинна чемпіонка і фаворитка на титул. Вона посіла друге місце в короткій програмі, поступившись Йе Лім Кім з Південної Кореї, після того, як технічна комісія визнала один стрибок недообертаним, інший на чверть менше, ніж потрібно, а її перевага в лутці не була чіткою. Вона фінішувала першою у довільній програмі, незважаючи на те, що два стрибки були визнані недообертаними, і її потрійний стрибок перетворився на одиничний, але залишилася на другому місці в загальному заліку після Кім. Обидві фігуристки згодом кваліфікувалися до Фіналу Гран-прі.
Сакамото вийшла у Фінал Гран-прі як претендентка на титул, вигравши коротку програму з перевагою у 1,28 бала над своєю давньою подругою та партнеркою по команді Маї Міхарою. У довільній програмі більшість учасниць мали труднощі, Сакамото припустилася кількох критичних помилок у стрибках, фінішувала шостою в сегменті та опустилася на п'яте місце у загальному заліку. Пізніше вона сказала, що мала труднощі на тренуваннях і відчувала психічне напруження, підсумувавши: «У будь-якому разі, у мене немає іншого вибору, окрім як прийняти цей результат».
На Чемпіонаті Японії 2023 року Сакамото чисто відкатала коротку програму з результатом 77,79 бала, вийшовши вперед з перевагою в 3,09 бала над Міхарою. Її результат у довільній програмі (155,26 бала) став новим особистим рекордом, що принесло їй національний титул другий рік поспіль, випередивши Міхару та бронзову призерку Мао Шимаду. Сакамото, Міхара та Рінка Ватанабе, яка посіла дванадцяте місце, були включені до складу збірної Японії на Чемпіонат світу 2023 року. Сакамото, яку вважали фавориткою на Універсиаді 2023 року в Лейк-Плесіді, виграла коротку програму, обігравши Маї Міхару, але не впоралася зі своїм останнім стрибком у довільній програмі, фінішувавши другою в загальному заліку, поступившись Міхарі. Виступаючи на International Challenge Cup, фігуристка виграла обидва сегменти змагань та здобула золоту медаль.

## Спортивні результати

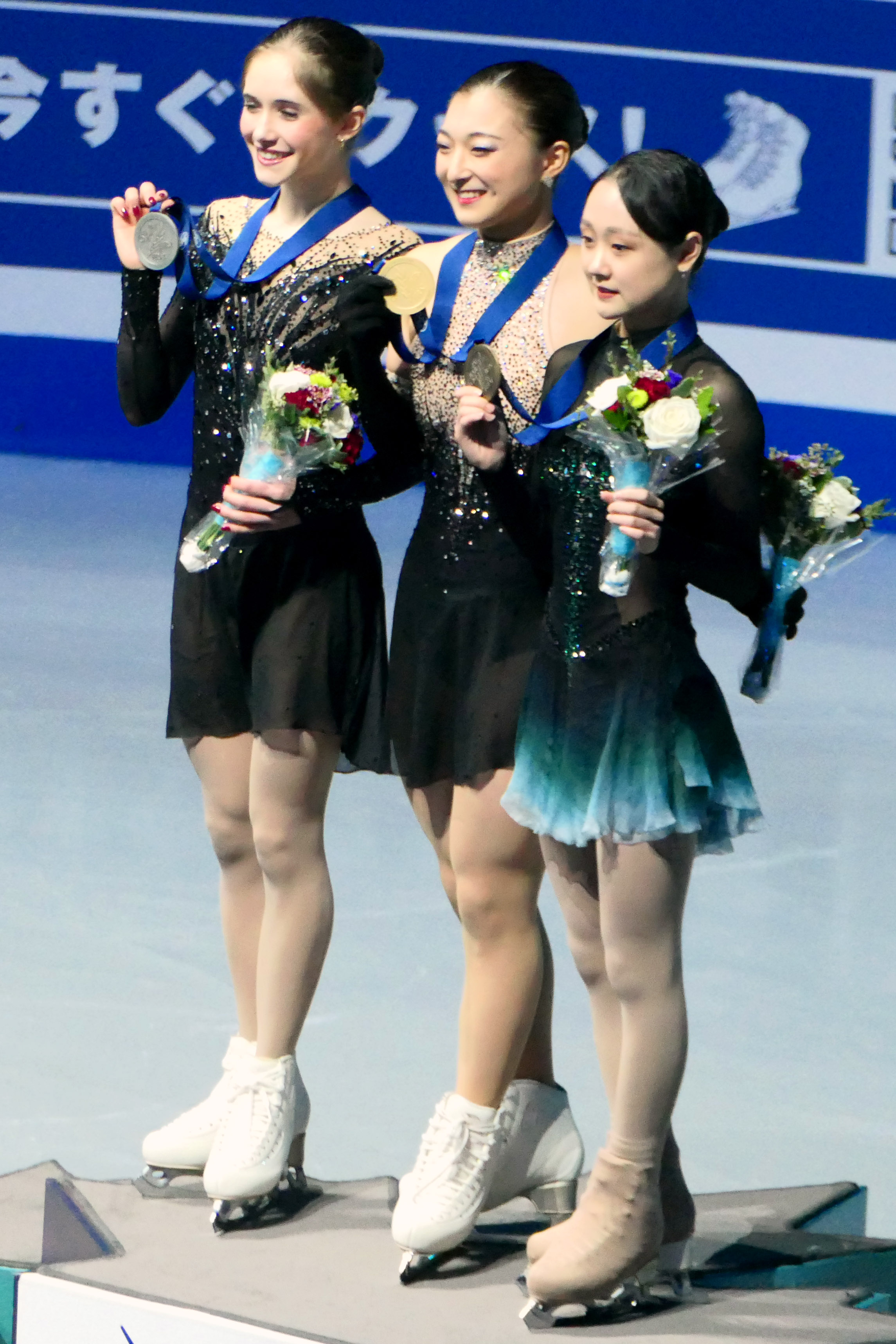
Призерки Чемпіонату світу 2024 року (зліва направо): Ізабо Левіто (срібло), Каорі Сакамото (золото), Чхе Йон Кім (бронза)

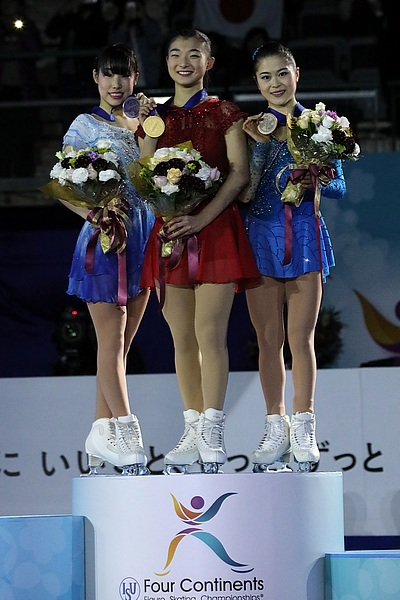
Призерки Чемпіонату чотирьох континентів 2018 року (зліва направо): Маї Міхара (срібло), Каорі Сакамото (золото), Сатоко Міяхара (бронза)

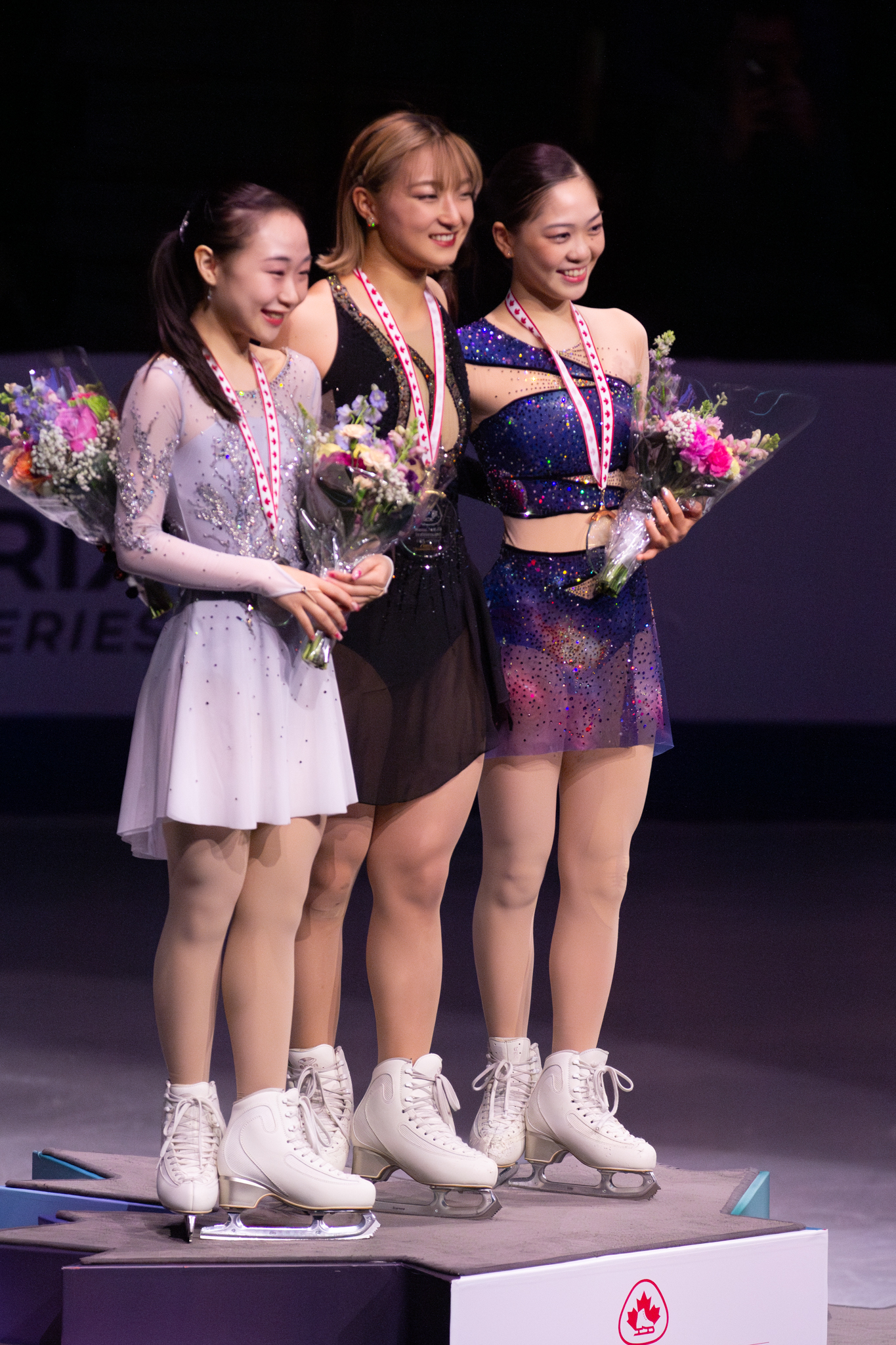
Призерки етапу Гран-прі Skate Canada 2024 року (зліва направо): Ріно Мацуїке (срібло), Каорі Сакамото (золото), Хана Йосіда (бронза)

| Змагання                                 | 10/11               | 11/12               | 12/13               | 13/14               | 14/15               | 15/16               | 16/17               | 17/18               | 18/19               | 19/20               | 20/21               | 21/22               | 22/23               | 23/24               | 24/25               |
| Міжнародні змагання                      | Міжнародні змагання | Міжнародні змагання | Міжнародні змагання | Міжнародні змагання | Міжнародні змагання | Міжнародні змагання | Міжнародні змагання | Міжнародні змагання | Міжнародні змагання | Міжнародні змагання | Міжнародні змагання | Міжнародні змагання | Міжнародні змагання | Міжнародні змагання | Міжнародні змагання |
| ---------------------------------------- | ------------------- | ------------------- | ------------------- | ------------------- | ------------------- | ------------------- | ------------------- | ------------------- | ------------------- | ------------------- | ------------------- | ------------------- | ------------------- | ------------------- | ------------------- |
| Олімпійські ігри                         |                     |                     |                     |                     |                     |                     |                     | 6                   |                     |                     |                     | 3                   |                     |                     |                     |
| Чемпіонат світу                          |                     |                     |                     |                     |                     |                     |                     |                     | 5                   |                     | 6                   | 1                   | 1                   | 1                   | 3                   |
| Чемпіонат чотирьох континентів           |                     |                     |                     |                     |                     |                     |                     | 1                   | 4                   | 5                   |                     |                     |                     |                     |                     |
| Фінал Гран-прі                           |                     |                     |                     |                     |                     |                     |                     |                     | 4                   |                     |                     |                     | 5                   | 1                   | 3                   |
| Етап Гран-прі: Skate America             |                     |                     |                     |                     |                     |                     |                     | 2                   | 2                   | 4                   |                     | 4                   | 1                   |                     |                     |
| Етап Гран-прі: Skate Canada              |                     |                     |                     |                     |                     |                     |                     |                     |                     |                     |                     |                     |                     | 1                   | 1                   |
| Етап Гран-прі: Finlandia                 |                     |                     |                     |                     |                     | 3                   |                     |                     |                     |                     |                     |                     |                     | 1                   |                     |
| Етап Гран-прі: Internationaux de France  |                     |                     |                     |                     |                     |                     |                     |                     |                     | 4                   |                     |                     |                     |                     |                     |
| Етап Гран-прі: NHK Trophy                |                     |                     |                     |                     |                     |                     |                     |                     |                     |                     | 1                   | 1                   | 2                   |                     | 1                   |
| Етап Гран-прі: Rostelecom Cup            |                     |                     |                     |                     |                     |                     |                     | 5                   |                     |                     |                     |                     |                     |                     |                     |
| Челленджер: Lombardia Trophy             |                     |                     |                     |                     |                     |                     |                     |                     | 4                   |                     |                     |                     | 2                   |                     | 3                   |
| Челленджер: Ondrej Nepela Trophy         |                     |                     |                     |                     |                     |                     |                     |                     |                     | 2                   |                     |                     |                     |                     |                     |
| Челленджер: U.S. Classic                 |                     |                     |                     |                     |                     |                     |                     | 4                   |                     |                     |                     |                     |                     |                     |                     |
| Челленджер: Autumn Classic International |                     |                     |                     |                     |                     |                     |                     |                     |                     |                     |                     |                     |                     | 1                   |                     |
| Азійські ігри                            |                     |                     |                     |                     |                     |                     | WD                  |                     |                     |                     |                     |                     |                     |                     |                     |
| Відкритий чемпіонат Азії                 |                     |                     |                     |                     |                     | 3                   |                     | 1                   |                     |                     |                     | 2                   |                     |                     |                     |
| Challenge Cup                            |                     |                     |                     |                     |                     |                     |                     |                     |                     |                     |                     |                     | 1                   |                     |                     |
| Coupe du Printemps                       |                     |                     |                     |                     |                     |                     |                     | 2                   |                     | WD                  |                     |                     |                     |                     |                     |
| Міжнародні юніорські змагання            |                     |                     |                     |                     |                     |                     |                     |                     |                     |                     |                     |                     |                     |                     |                     |
| Чемпіонат світу                          |                     |                     |                     |                     | 6                   |                     | 3                   |                     |                     |                     |                     |                     |                     |                     |                     |
| Олімпійські ігри                         |                     |                     |                     |                     |                     | 6                   |                     |                     |                     |                     |                     |                     |                     |                     |                     |
| Фінал юніорського Гран-прі               |                     |                     |                     |                     |                     |                     | 3                   |                     |                     |                     |                     |                     |                     |                     |                     |
| Етап юніорського Гран-прі: Чехія         |                     |                     |                     | 6                   |                     |                     |                     |                     |                     |                     |                     |                     |                     |                     |                     |
| Етап юніорського Гран-прі: Франція       |                     |                     |                     |                     |                     |                     | 2                   |                     |                     |                     |                     |                     |                     |                     |                     |
| Етап юніорського Гран-прі: Японія        |                     |                     |                     |                     | 7                   |                     | 1                   |                     |                     |                     |                     |                     |                     |                     |                     |
| Етап юніорського Гран-прі: Латвія        |                     |                     |                     |                     |                     | 2                   |                     |                     |                     |                     |                     |                     |                     |                     |                     |
| Етап юніорського Гран-прі: Польща        |                     |                     |                     |                     |                     | 4                   |                     |                     |                     |                     |                     |                     |                     |                     |                     |
| Asian Open                               |                     |                     |                     | 1                   |                     |                     |                     |                     |                     |                     |                     |                     |                     |                     |                     |
| Challenge Cup                            |                     |                     |                     | 1                   |                     |                     |                     |                     |                     |                     |                     |                     |                     |                     |                     |
| Національні змагання                     |                     |                     |                     |                     |                     |                     |                     |                     |                     |                     |                     |                     |                     |                     |                     |
| Чемпіонат Японії                         |                     |                     |                     | 15                  | 6                   | 13                  | 7                   | 2                   | 1                   | 6                   | 2                   | 1                   | 1                   | 1                   | 1                   |
| Чемпіонат Японії серед юніорів           |                     |                     | 9                   | 6                   | 2                   | 5                   | 1                   |                     |                     |                     |                     |                     |                     |                     |                     |
| Міжнародні командні змагання             |                     |                     |                     |                     |                     |                     |                     |                     |                     |                     |                     |                     |                     |                     |                     |
| Олімпійські ігри                         |                     |                     |                     |                     |                     |                     |                     | 5                   |                     |                     |                     | 3                   |                     |                     |                     |
| Japan Open                               |                     |                     |                     |                     |                     |                     |                     |                     | 1                   |                     |                     | 2                   | 1                   | 1                   |                     |
| Командний чемпіонат світу                |                     |                     |                     |                     |                     |                     |                     |                     | 2                   |                     | 3                   |                     |                     |                     |                     |